# Portogallo ai XXIII Giochi olimpici invernali
Il Portogallo ha partecipato ai XXIII Giochi olimpici invernali, che si sono svolti dal 9 al 28 febbraio 2018 a PyeongChang, in Corea del Sud, con una delegazione composta da due atleti, entrambi uomini: il fondista Kequyen Lam, che è stato anche il portabandiera, e lo sciatore alpino Arthur Hanse.